# Kefalotiri
Kefalotiri (nowogr. κεφαλοτύρι) – rodzaj greckiego sera.
Ser produkuje się z owczego mleka bądź z mieszanki mleka owczego z kozim. Zaliczany do serów twardych oraz dojrzewających. Ma pikantny smak oraz zapach.